# Anatoma regia
Anatoma regia is een slakkensoort uit de familie van de Anatomidae. De wetenschappelijke naam van de soort is voor het eerst geldig gepubliceerd in 1916 door Mestayer.